# Britt Arenander
Britt Eleonora Arenander (* 30. September 1941 in Stockholm; † 15. Juli 2022 in Spanien) war eine schwedische Schriftstellerin, Übersetzerin und Journalistin.

## Leben
Arenander ist seit 1967 mit dem Regisseur Gustav Wiklund verheiratet. Sie zog 1982 nach Italien, lebte anschließend in Dänemark, Frankreich, Belgien und wohnt seit 1996 in Spanien.
Sie debütierte 1968 mit dem Roman Steget  und arbeitete unter anderem als Journalistin, Sozialassistentin und Sekretärin im schwedischen Autorenzentrum (schwedisch: Författarcentrum) und als Pressesekretärin für die schwedische Abteilung von Amnesty International. Als Übersetzerin übertrug sie Werke von Ryszard Kapuściński, Vikram Seth, Elie Wiesel, Anaïs Nin und Jean Rhys ins Schwedische.

## Werke
- Steget, 1968
- Off, 1969
- Studenten-Liebe in Schweden (schwedisch Studentrapport om sex. Bandinspelade intervjuer., zusammen mit Lars Björkman), 1970, ISBN 3-453-50185-3
- Alla broar brända, 1971
- Dröm om verkligheten utanför Stockholm och andra dikter, 1974
- Allt som finns att få, 1976
- Egen karta, 1979
- Fallet Valladares, 1981
- Affären som inte fanns, 1982
- En italiensk vinter, 1989
- Lorenzas dagbok, 1990
- Anaïs Nins förlorade värld, 1995
- Flirt mit fatalen Folgen, 1997, ISBN 3-596-13275-4
- Blue Moon, 2001, ISBN 3-502-79362-X